# Rynek Staromiejski w Toruniu

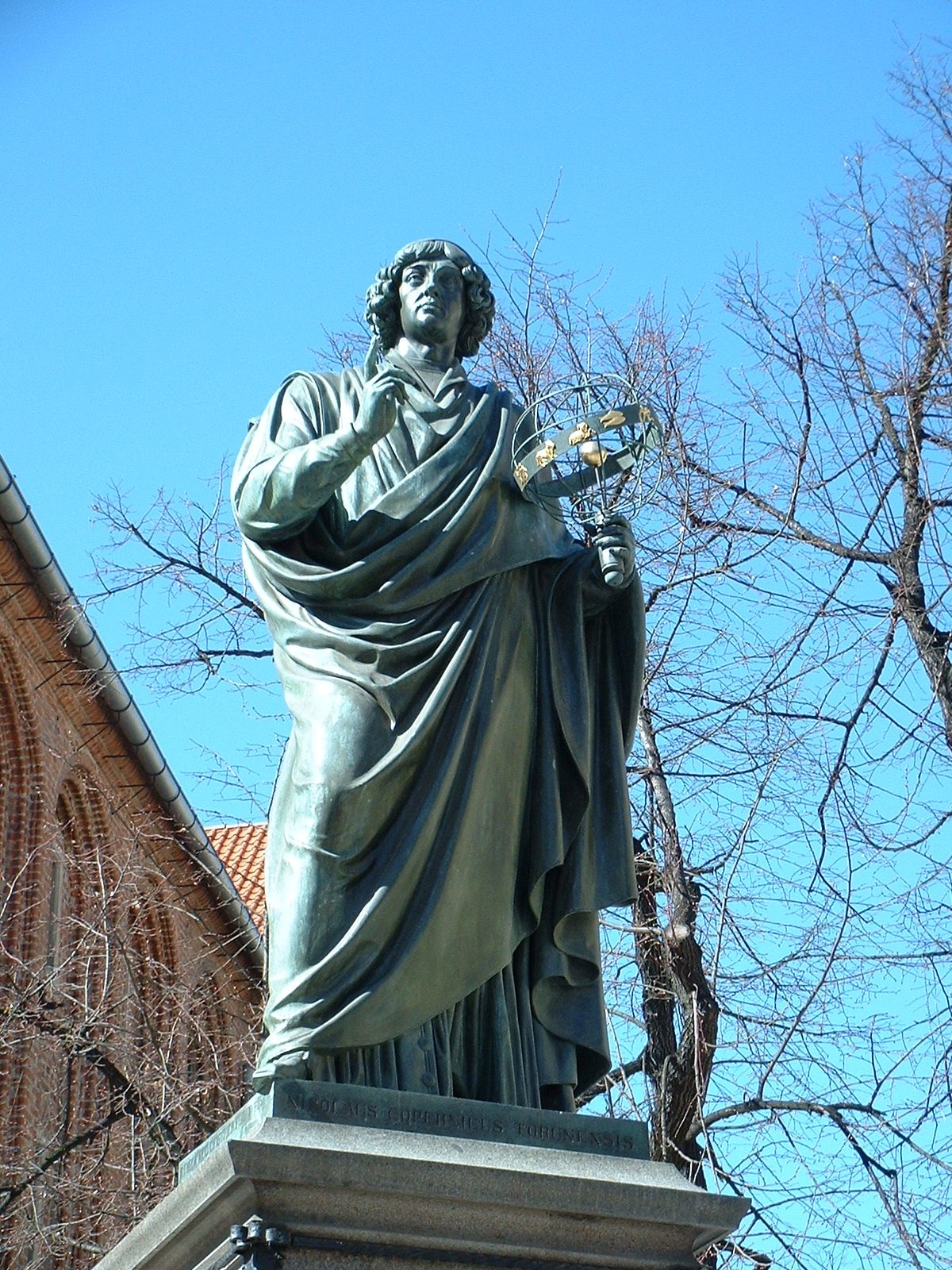
Pomnik Mikołaja Kopernika

Rynek Staromiejski w Toruniu – centralny punkt Starego Miasta, główny plac Torunia o wymiarach 109 x 104 m. W jego centrum znajduje się gmach Ratusza Staromiejskiego.

## Historia
Rynek Staromiejski został wytyczony w 1251 roku, gdy podjęto decyzję o rozbudowie Torunia w kierunku północno-zachodnim. Początkowo głównym punktem miasta był plac, zajmowany obecnie przez kościół katedralny (dawniej farę staromiejską). W związku z dwufazowością rozwoju Starego Miasta Torunia, jego rynek nie charakteryzuje się tak typową dla planów miast średniowiecznych regularnością (co można sprawdzić, porównując go choćby z rynkiem sąsiedniego Nowego Miasta Torunia). I tak też – zaledwie z dwu jego narożników (północno i południowo-wschodniego) wychodzą po dwie ulice (odpowiednio: Chełmińska i Szewska oraz Żeglarska i Szeroka). Narożnik północno-zachodni jest punktem wyjścia jedynie ul. Panny Marii, południowo-zachodni natomiast tylko ul. Różanej. Począwszy od roku 1259 w centralnym punkcie placu zaczęła narastać zabudowa śródrynkowa – dająca w konsekwencji wielu przebudów początek dzisiejszemu Ratuszowi Staromiejskiemu. Jako centralny punkt miasta – był i jest Rynek Staromiejski najważniejszym jego miejscem. Od wieków pełnił on głównie funkcję wielkiego placu targowego (przy czym poszczególne jego części przyporządkowane były określonym rodzajom sprzedawanych tam towarów, np. południowo-wschodni narożnik był targiem warzywnym).
W 1741 roku Rynek został wybrukowany.
W okresie międzywojennym przy Rynku Staromiejskim mieszkali głównie kupcy, do ok. 1932 roku wśród mieszkańców Rynku zaczęli dominować urzędnicy. Z inicjatywy kupców w okresie międzywojennym wybudowano linię tramwajową przechodzącą przez Rynek.
Podczas II wojny światowej architekt Hans Döllgast przygotował ujednolicenia zabudowy Rynku.
Rynek Staromiejski był także miejscem straceń, czy kar wymierzanych przy znajdującym się na placu pręgierzu. W najbardziej reprezentacyjnym punkcie rynku – w jego zachodniej pierzei (nazywanej zresztą placem turniejowym) odbywały się wszelkiego rodzaju imprezy okolicznościowe. Jak na główny punkt miasta przystało, przez pewien czas był Rynek Staromiejski komunikacyjnym sercem Torunia, „punktem węzłowym”, miejscem postoju konnych omnibusów, rozwidlenia się linii tramwajowych, w późniejszym okresie – w pocz. XX w. – pierwszym postojem taksówek.

## Wybrane obiekty
- Ratusz Staromiejski (nr 1) – wybudowany na przełomie XIII i XIV w., w obecnym kształcie od 1391 roku[7]. Przylegająca do Ratusza wieża pochodzi z 1385 roku[8], obecnie siedziba Muzeum Okręgowego[9]
- Dwór Artusa (nr 6) – dwór oddany do użytku 12 grudnia 1891 roku[10]. Pierwotnie na jego miejscu od XIV wieku znajdował się Dwór[11], rozebrany w 1802 roku[12]. Na jego miejscu w 1829 roku wybudowano nowy budynek, wyburzony w 1889 roku[11][13].
- Dawna Komendantura Twierdzy Toruń (nr 10) – pochodzi z 1820 roku, została zbudowana na miejscu kamienic patrycjuszowskich[14].
- Kościół św. Ducha (nr 14[15]) – dawny kościół ewangelicki, poświęcony w 1756 roku[16], od 1945 roku na własność zakonu jezuitów[17].
- Kamienica „Pod Aniołem” (nr 29) – pierwotnie gotycka, przebudowana w XVIII w, należała do burmistrza Jana Zimmermanna.[potrzebny przypis]
- Kamienica pod Lwem (nr 36-38[18]) – zespół dwóch kamienic połączonych na początku XX wieku[19]. Kamienica przy nr 36 została wzniesiona w XIV wieku[20][21], po II wojnie światowej siedziba Domu Towarowego PDT[19].
- Kamienica pod Gwiazdą – pierwotnie gotycka, przebudowana w XVI i XVII w., krótko należąca do Filipa Kallimacha[potrzebny przypis]
- Gmach Poczty Głównej – neogotycki, pochodzi z 1884 roku[potrzebny przypis]
- Pałac Meissnerów – dawny pałac miejski z 1739 roku, obecnie Ognisko Pracy Pozaszkolnej – Dom Harcerza[potrzebny przypis]
- Ośrodek Informacji Turystycznej – pochodzi z XV w., przebudowana w połowie XIX w. w stylu historyzującym[potrzebny przypis]